# Norman Gaylord
Norman Grant Gaylord (nombre de nacimiento, Norman Gershon Goldstein; Brooklyn, 16 de febrero de 1923 – Boynton Beach (Florida), 18 de septiembre de 2007) fue un químico industrial e investigador estadounidense. Se le atribuye un papel clave en el desarrollo de la lente de contacto rígida permeable al gas que permite que el oxígeno llegue a la córnea del usuario.
Gaylord se graduó en el City College y se doctoró en química de polímeros en el Instituto Politécnico de Brooklyn, ahora NYU Tandon School de Ingeniería. Por su contribución a la producción de lentes, Gaylord recibió en 1985 el Premio del Fundador de la Academia Estadounidense de Optometría.